# Гоцірідзе Отар Давидович
Отар Давидович Гоцірідзе (14 березня 1919, місто Кутаїсі, Грузія — 6 березня 2010, місто Москва, Російська Федерація) — грузинський радянський державний діяч, секретар ЦК КП Грузії, 1-й секретар Абхазького обласного комітету КП Грузії, заступник голови Ради міністрів Грузинської РСР. Член ЦК КП(б) Грузії. Депутат Верховної ради Грузинської РСР. Депутат Верховної ради СРСР 4-го скликання.

## Життєпис
У 1935 році вступив до комсомолу. У 1936 році закінчив середню школу в місті Батумі.
У 1936—1941 роках — студент Московського механіко-машинобудівного інституту (вищого технічного училища) імені Баумана.
У 1941—1944 роках — інженер-конструктор, начальник бюро механізації військового заводу в місті Іжевську Удмуртської АРСР. Одночасно був затверджений комсомольським організатором (комсоргом) ЦК ВЛКСМ на заводі в Іжевську.
Член ВКП(б) з 1943 року.
У 1944—1951 роках — заступник завідувача відділу робітничої молоді ЦК ВЛКСМ; заступник завідувача організаційно-інструкторського відділу ЦК ВЛКСМ; заступник завідувача відділу комсомольських органів ЦК ВЛКСМ; завідувач відділу комсомольських органів ЦК ВЛКСМ.
У 1951—1953 роках — член редакційної колегії, заступник головного редактора газети «Комсомольська правда» в Москві.
До 1953 року — член редакційної колегії журналу «Молодий комуніст».
З серпня 1953 по березень 1954 року — завідувач відділу партійних, профспілкових та комсомольських органів ЦК КП Грузії.
24 березня 1954 — 18 січня 1956 року — секретар ЦК КП Грузії.
У грудні 1955 — січні 1958 року — 1-й секретар Абхазького обласного комітету КП Грузії.
У січні — 14 травня 1958 року — заступник голови Ради міністрів Грузинської РСР.
14 травня 1958 — 20 березня 1963 року — голова Державної планової комісії Ради міністрів Грузинської РСР.
7 лютого 1962 — 27 жовтня 1964 року — заступник голови Закавказького бюро ЦК КПРС.
17 грудня 1964 — 15 травня 1970 року — начальник Оперативно-технічного управління КДБ СРСР.
Із 1970 року — заступник начальника зведеного відділу матеріальних балансів та планів розподілу Державного планового комітету Ради міністрів СРСР.
Потім — персональний пенсіонер у місті Москві.
Помер 6 березня 2010 року. Похований на Троєкуровському цвинтарі Москви.

## Звання
- генерал-майор (20.12.1966)

## Нагороди
- орден Леніна
- орден Червоного Прапора
- орден Трудового Червоного Прапора (28.10.1948)
- орден Дружби народів (15.03.1981)
- орден Червоної Зірки (5.01.1944)
- орден «Знак Пошани»
- медалі